# Stereochrist
A Stereochrist egy 2002-ben alakult magyar stoner metal együttes, a Mood egyik utódzenekara.

## Történet
Miután a Mood nevű zenekar feloszlott 2001-ben Hegyi Kolos és Megyesi Balázs úgy döntött, hogy új zenekart alapítanak. A zenekar Koltay Tamással (dob), Felföldi Péterrel (ének) és Fung Andrással (gitár) egészült ki. Supernatural néven kezdte a zenekar, de később nevet váltottak, mivel már ilyen néven több zenekar létezett. Így lett a zenekar neve Stereochrist
2004-ben kiadták első lemezüket a Dead River Blues-t. Felföldi Péter és Koltay Tamás kilépett és helyettük Makó Dávid és Kludovácz Csaba érkezett a zenekarba. 2006-ban kiadták második lemezüket Live Like A Man (Die As A God) címmel. A lemez megjelenése után rengeteg koncertet adtak itthon és külföldön egyaránt. 2007-ben Kludovácz Csaba kilépett, helyette a Prosectura dobosa Binder Gáspár érkezett a zenekarba. Makó Dávid is kilépett a zenekarból. A 3. lemezhez így új énekest kellett keresniük. Az új énekes Felföldi Péter lett, aki már az első albumon is énekelt. A lemez 2010-ben jelent meg III. címmel.

## Diszkográfia
- 2004 – Dead River Blues
- 2006 – Live Like A Man (Die As A God)
- 2010 – III.

## Külső hivatkozások
- Hivatalos honlap